# 곰TV MSL 시즌3 서바이버 토너먼트

## 리그기간
- 2007년 7월 24일 ~ 2007년 8월 16일

## 진출자
- 오프라인 예선전 : 2007년 7월 19일

| 1조    | 2조    | 3조       | 4조       | 5조    | 6조    | 7조    | 8조    | 9조    | 10조   | 11조   |
| ------ | ------ | --------- | --------- | ------ | ------ | ------ | ------ | ------ | ------ | ------ |
| 신상호 | 박명수 | 김영진    | 이영호(P) | 오충훈 | 박대경 | 이철민 | 주현준 | 손주흥 | 주영달 | 박경락 |
| 12조   | 13조   | 14조      | 15조      | 16조   | 17조   | 18조   | 19조   | 20조   | 21조   | 22조   |
| 박정석 | 박지수 | 이영호(T) | 민찬기    | 박성균 | 김윤환 | 정명훈 | 한상봉 | 권수현 | 정영철 | 박종수 |

## 서바이버 토너먼트
| 조   | 1경기   | 1경기  | 2경기  | 2경기  | 승자전 | 승자전 | 패자전 | 패자전 | 최종전 | 최종전 |
| 1조  | 박성훈  | 민찬기 | 원종서 | 이영호 | 박성훈 | 이영호 | 민찬기 | 원종서 | 박성훈 | 민찬기 |
| 2조  | 이승훈  | 권수현 | 장용석 | 김윤환 | 권수현 | 김윤환 | 이승훈 | 장용석 | 권수현 | 장용석 |
| 3조  | 강민    | 정명훈 | 김남기 | 주현준 | 강민   | 주현준 | 정명훈 | 김남기 | 강민   | 정명훈 |
| 4조  | 전상욱  | 한상봉 | 이윤열 | 박종수 | 전상욱 | 이윤열 | 한상봉 | 박종수 | 전상욱 | 한상봉 |
| 5조  | 박영민  | 박성균 | 고인규 | 정영철 | 박성균 | 고인규 | 박영민 | 정영철 | 박성균 | 정영철 |
| 6조  | 임요환1 | 박경락 | 안상원 | 박대경 | 박경락 | 안상원 | -      | 박대경 | 박경락 | 박대경 |
| 7조  | 이병민  | 이철민 | 윤용태 | 오충훈 | 이철민 | 오충훈 | 이병민 | 윤용태 | 이철민 | 윤용태 |
| 8조  | 박정욱  | 이영호 | 변은종 | 박지수 | 이영호 | 박지수 | 박정욱 | 변은종 | 이영호 | 박정욱 |
| 9조  | 염보성  | 김영진 | 허영무 | 박명수 | 염보성 | 허영무 | 김영진 | 박명수 | 허영무 | 박명수 |
| 10조 | 최연성  | 손주흥 | 임동혁 | 박정석 | 손주흥 | 박정석 | 최연성 | 임동혁 | 박정석 | 최연성 |
| 11조 | 이재호  | 신상호 | 김창희 | 주영달 | 이재호 | 주영달 | 신상호 | 김창희 | 주영달 | 신상호 |

1. 임요환이 기권하여, 박경락은 승자전에 진출하고, 패자전의 상대는 박대경이지만, 자동으로 최종전에 진출한다.

## MSL 진출자 목록
- 테란 : 이영호, 민찬기, 김윤환, 주현준, 이윤열, 고인규, 박성균, 안상원, 오충훈, 박지수, 염보성, 손주흥, 최연성, 이재호
- 저그 : 권수현, 한상봉, 박명수
- 프로토스 : 강민, 박대경, 윤용태, 이영호, 신상호